# Josef Horehleď
P. Josef Horehleď SJ (8. června 1961, Modrá – 22. března 2010, Praha) český katolický kněz, jezuita, teolog a pedagog, zakladatel školy Nativity v Děčíně-Křešicích.

## Život
Byl pokřtěn na moravském Velehradě. Mládí prožil Modré u Velehradu. Vyučil se zedníkem a maturoval na střední škole stavební. Po vojenské službě pracoval jako mistr odborného výcviku ve stavebnictví.
14. srpna 1993 vstoupil do noviciátu Tovaryšstva Ježíšova v Kolíně a 15. srpna 1995 tam složil své první řeholní sliby. Studoval filozofii v Krakově a po pastorační praxi v Olomouci pak v Dublinu teologii. Své studium zakončil licenciátem z morální teologie. Na kněze jej vysvětil pražský pomocný biskup Karel Herbst 14. června 2003 ve Fryštáku u Zlína.
Od roku 2004 působil jako ministr řeholního domu v pražské jezuitské komunitě. Zároveň v této době připravoval založení Křesťanské základní školy Nativity, první svého druhu v Evropě. Tato škola pak v září 2008 v Děčíně-Křešicích otevřela svou první třídu.
Několik posledních let svého života trpěl vážným onemocněním a své poslední měsíce prožil v pražské komunitě jezuitů. V pondělí 22. března 2010 po třetí hodině odpolední ve věku 48 let zemřel. Poslední rozloučení proběhlo v pátek 26. března 2010 v kostele sv. Ignáce v Praze a poté v sobotu 27. března 2010 ve velehradské bazilice. Následně byly jeho tělesné ostatky uloženy do hrobu na místním hřbitově na Velehradě.

## Dílo
Měl velké nadání pro práci s mládeží, pedagogické schopnosti a neobyčejnou zručnost a tvořivost. Mimo jiné spolupořádal rytířské tábory a organizoval setkání pro zájemce o vstup do jezuitského řádu či pomáhal při rozlišování životního povolání.
Největším jeho dílem je však škola Nativity. Položil její základy, inspiroval ji a vedl v jejích začátcích. Jedná se o typ školy, který jezuité jako projekt založili v roce 1971 v New Yorku na Manhattanu. Na začátku 21. století existuje jen v USA více než 60 škol Nativity. Jsou hodnoceny jako školy s vynikajícími studijními výsledky.